# Нове (Одеський район)
Нове́ (до 01.02.1945 Ново-Мангейм) — село Доброславської селищної громади Одеського району Одеської області в Україні. Населення становить 0 осіб.

## Історія
1 лютого 1945 р. перейменували хутір Ново-Мангейм Вовківської сільради на хутір Новий.

## Населення
Згідно з переписом УРСР 1989 року чисельність наявного населення села становила 8 осіб, з яких 3 чоловіки та 5 жінок.
За переписом населення України 2001 року в селі ніхто не мешкав.
За даними Доброславської селищної ради населення становить 0 осіб.